# ArXiv
arXiv（讀音同archive，其中X依希臘文的發音）是一个面向全球科学家和研究人员的开放获取预印本网站，主要收录物理学、数学、计算机科学、生物学、定量金融学、统计学等多个学科领域的论文预印本。该平台自1991年8月创立以来，逐步发展成为公认最成功的开放获取数字系统之一:56。截至2025年2月，arXiv.org已收集超過260萬篇預印本。
arXiv提供了一个免费、开放的知识库，使研究人员能够在正式投稿至期刊前或并行于期刊同行评审程序，将最新的研究成果以预印本的形式上传、存储和传播。用户无需支付费用即可访问和下载平台上的文献。

## 历史
的成功离不开TeX文件格式的緊湊特性，該格式使科學論文可以輕鬆地通過互联网傳輸並呈現給客戶端。在1990年左右，喬安妮·科恩開始以文件的形式通過電子郵件將物理預印本發送給同事，但很快發送的論文數量太多，以至于装滿郵箱。保罗·金斯巴格发现了中央存儲的必要性，於1991年8月創建了一個中央倉庫郵箱。該郵箱存儲在洛斯阿拉莫斯國家實驗室中，可以通过任何計算機訪問。网站很快支持了其他訪問方式：1991年起支持FTP，1992年起支持Gopher，1993年起支持全球資訊網。1999年，网站改名為。
最早是由物理學家保罗·金斯巴格在1991年建立的網站，本意在收集物理學的論文預印本，隨後括及天文、數學等其它領域。金斯巴格因這個網站獲得了2002年的麦克阿瑟奖。
原先掛在洛斯阿拉莫斯國家實驗室(LANL)，故早期被稱為「LANL預印本資料庫」。2001年的运营、编辑、经济和管理工作移交给康奈尔大学图书馆:前言，並在全球各地設有鏡像站點:56。

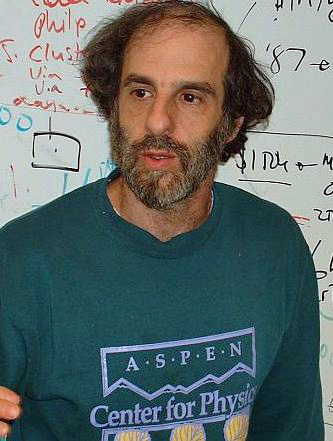
在康奈爾大學的保罗·金斯巴格

2022年1月，arXiv与DataCite合作，为文章自动分配DOI。

## 数据格式
每篇arXiv论文都有一个唯一标识符：
- YYMM.NNNNN ，例如1507.00123,
- YYMM.NNNN，例如 0704.0001,
- arch-ive/YYMMNNN，用于早期论文，例如hep-th/9901001.

同一篇论文的不同版本通过结尾的版本号确定，例如1709.08980v1。若不提供版本号，则默认为最新版本。
arXiv采用分类系统。每篇论文都有一个或多个分类标记。部分分类具有两层，例如q-fin.TR表示“计量金融学”(quantitative finance)分类中的“交易与市场微观结构”(Trading and Market Microstructure)。其它单层分类例如hep-ex， 表示“高能物理实验”(high energy physics experiments)。
arXiv接受以多種格式投稿論文，包括LaTeX和通過TeX或LaTeX以外的文字處理器打印的PDF。 如果最終PDF文件生成失敗、圖像文件太大或提交的總大小太大，投稿会被拒绝。 現在，arXiv允許存儲和修改不完整的投稿，並且僅在準備好後才能最終確定投稿。 完成投稿後，文章上会记有時間戳。

## 同行評審
儘管arXiv上的文章未經同行評審，但arXiv在2004年起採行了一套「認可」系統。在這套系統下，作者首先要得到認可，這種認可可能來自另一位具認可資格者的背書，或者依照某些內部規定而自動授予。來自著名學術機關的作者通常會自動得到認可。包括諾貝爾物理獎得主布賴恩·約瑟夫森在內的十九位科學家曾抗議他們的部分文章被arXiv管理者退回，而其它文章則被強迫更改分類，依其見解，原因出在研究主題的爭議性，或者是文章牴觸了弦理論的正統觀點。
由於arXiv上的文章多半都會投稿到學術期刊，作者對文章多半保持嚴謹態度。少部份文章則一直保持預印本的形式，其中包括一些極具影響力的作品，例如格里戈里·佩雷爾曼對龐加萊猜想的證明。佩雷爾曼似乎放棄了傳統的同行評審期刊程序，並指出：“如果有人對我解決問題的方式感興趣，它就在[arXiv]上–讓他們繼續閱讀。”儘管採用了這種非傳統的出版方法，其他數學家還是認可了這項工作，向佩雷爾曼提供了菲爾茲獎和克雷數學千年獎，但他都拒絕。
arXiv上的民間科學家作品為數不多，通常被歸入诸如「一般數學」（General Mathematics）的項下。

## 运营与管理
自2001年转移至康奈尔大学图书馆后，arXiv的日常运营与发展均由该图书馆负责。图书馆承担了平台的技术维护、用户支持、内容存储和长期获取等职责，同时管理全球镜像网站以确保数据冗余和访问稳定性。:66
arXiv的直接运营团队由约6名全职员工组成，其中大部分员工负责用户支持和系统管理:71。同时arXiv通过与全球各地图书馆、研究实验室及基金会的合作，建立了会员制度和资助机制:60-68。
为保障平台的可持续运营，arXiv建立了多元化的收入模式，包括:60-62：
- 康奈尔大学图书馆资助：每年提供固定现金补贴，用于支持平台的日常运营及部分间接成本；
- 西蒙斯基金会：除每年提供直接资助外，还通过会员费匹配机制支持平台资金；
- 会员机构费用：全球会员机构根据分级制度，每年支付一定费用（通常为1500至3000美元），承诺为期5年的初始资金支持，以实现年度目标收入。
- 应急基金：用于应对突发支出和保障系统稳定性。

arXiv的治理体系包括:66-67：
- 科学咨询委员会：由涵盖各学科的科学家和研究人员组成，为平台政策、存储标准及系统发展提供指导和监督。
- 会员咨询委员会：由会员机构选举代表组成，负责向康奈尔大学图书馆提供关于平台管理、运营、标准实施及财务规划的建议。

## 数据保存
康奈尔大学图书馆采用标准备份程序，确保arXiv所有数据均能安全存储，同时纽约市的异地备份设施和全球镜像站点提供了地理冗余保护。arXiv优先接纳具备长期存档价值的文档格式，如TeX/LaTeX、PDF、HTML，并保留所有源文件，以便后续的灵活监控和处理。康奈尔大学图书馆还建立了档案知识库，以支持平台关键资源的长期保存和管理，并承担相关数据保存费用。:72

## 影響
arXiv的存在是造就科學出版業中所謂開放獲取運動的因素之一。現今一些數學家和科學家習慣在將論文提交给專業學術期刊前先上傳至arXiv。這一趨勢對傳統學術期刊的經營模式造成了可觀的衝擊。

## 参阅
- bioRxiv
- MedRxiv
- ViXra
- ChemRxiv

### 引用
1. 1 2 3 4 5 6 7 8 9  顾立平. . 北京: 科学技术文献出版社. 2016. ISBN 978-7518918805.
2. ↑  . arxiv.org.   [2025-02-06].
3. ↑  Ginsparg, Paul. . Physics World. 2008-10-01  [2020-07-21]. （原始内容存档于2008-10-04）.
4. ↑  .   [2008-03-29]. （原始内容存档于2008-07-25）.
5. ↑  .   [4 April 2023]. （原始内容存档于2022-02-23）.
6. ↑  .   [2008-03-29]. （原始内容存档于2008-03-26）.
7. ↑  Lobastova, Nadejda; Hirst, Michael. . Sydney Morning Herald. 2006-08-21  [2020-07-21]. （原始内容存档于2017-10-07）.
8. ↑  Kaufman, Marc, , Washington Post, 2010-07-02  [2020-07-21], （原始内容存档于2020-07-27）

### 其他参考文献
- Butler, Declan. . Nature. 2003-10-09, 425 (6958): 548  [2008-03-29]. doi:10.1038/425548b. （原始内容存档于2007-03-14）.
- Butler, Declan. . Nature. 2001-07-05, 412 (6842): 3–4  [2008-03-29]. doi:10.1038/35083708. （原始内容存档于2008-02-23）.
- Choi, Charles Q. . The Scientist. 2003-09-30  [2008-03-29]. （原始内容存档于2005-03-13）.
- Giles, Jim. . Nature. 2003-11-06, 426 (6962): 7  [2008-03-29]. doi:10.1038/426007a. （原始内容存档于2005-11-25）.
- Ginsparg, Paul. . The Serials Librarian. 1997, 30 (3/4): 83–95  [2008-03-29]. （原始内容存档于2017-10-19）.
- Halpern, Joseph Y. . D-Lib Magazine. November 1998  [2008-03-29]. （原始内容存档于2008-04-01）.
- Halpern, Joseph Y. . Journal of Computer Documentation. 2000, 24 (2): 41–48. arXiv:cs.DL/0005003.
- Jackson, Allyn.  (PDF). Notices of the American Mathematical Society. 2002, 49 (1): 23–32  [2008-03-29]. （原始内容存档 (PDF)于2008-02-28）.
- Luce, Richard E. . Issues in Science and Technology Librarianship. 2001, (29)  [2008-03-29]. （原始内容存档于2008-02-20）.
- McKiernan, Gerry.  (PDF). The International Journal on Grey Literature. 2000, 1 (3): 127–138  [2008-03-29]. （原始内容 (PDF)存档于2005-05-05）.
- Pinfield, Stephen. . D-Lib Magazine. 2001, 7 (12)  [2008-03-29]. （原始内容存档于2008-03-04）.
- Quigley, Brian. . EContent. 2000, 23 (5): 22–26.
- Taubes, Gary. . Science Magazine. 1993-02-26: 1246–1248.
- Warner, Simeon. . 2001. arXiv:cs/0101027v1 .
- . Open Access Now. 2004-08-02  [2008-03-29]. （原始内容存档于2008-03-21）.

## 外部連結
- 官方网站